# 282
282 (CCLXXXII) je bilo navadno leto, ki se je po julijanskem koledarju začelo na nedeljo.

## Dogodki
- 1. januar

## Smrti
- Mark Avrelij Prob, rimski cesar (* 232)